# Переясловка (Черниговская область)
Перея́словка (укр. Переяслівка) — село в Нежинском районе Черниговской области Украины. Население 480 человек. Занимает площадь 2,249 км².
Код КОАТУУ: 7423387701. Почтовый индекс: 16644. Телефонный код: +380 4631.

## Власть
Орган местного самоуправления — Переясловский сельский совет. Почтовый адрес: 16644, Черниговская обл., Нежинский р-н, с. Переясловка, ул. Шевченко, 14.

## История
В XIX веке село Переясловка было в составе Нежинской волости Нежинского уезда Черниговской губернии. В селе была Воскресенская церковь.